# Oleg Novitski
Oleg Víktorovich Novitski (del ruso: Олег Викторович Новицкий) nacido el 12 de octubre de 1971 en Červień, Bielorrusia, es un cosmonauta de Rusia y teniente coronel de la Fuerza Aérea de Rusia, seleccionado en 2006. Novitski fue lanzado como parte de la tripulación de la Soyuz TMA-06M el 23 de octubre de 2012 y regresó el 16 de marzo de 2013.
Formó parte de la Expedición 50. Llegó a  la ISS  a bordo del Soyuz MS-03 el 16 de noviembre de 2016 y regreso el  2 de junio de 2017

## Expedición 64/65

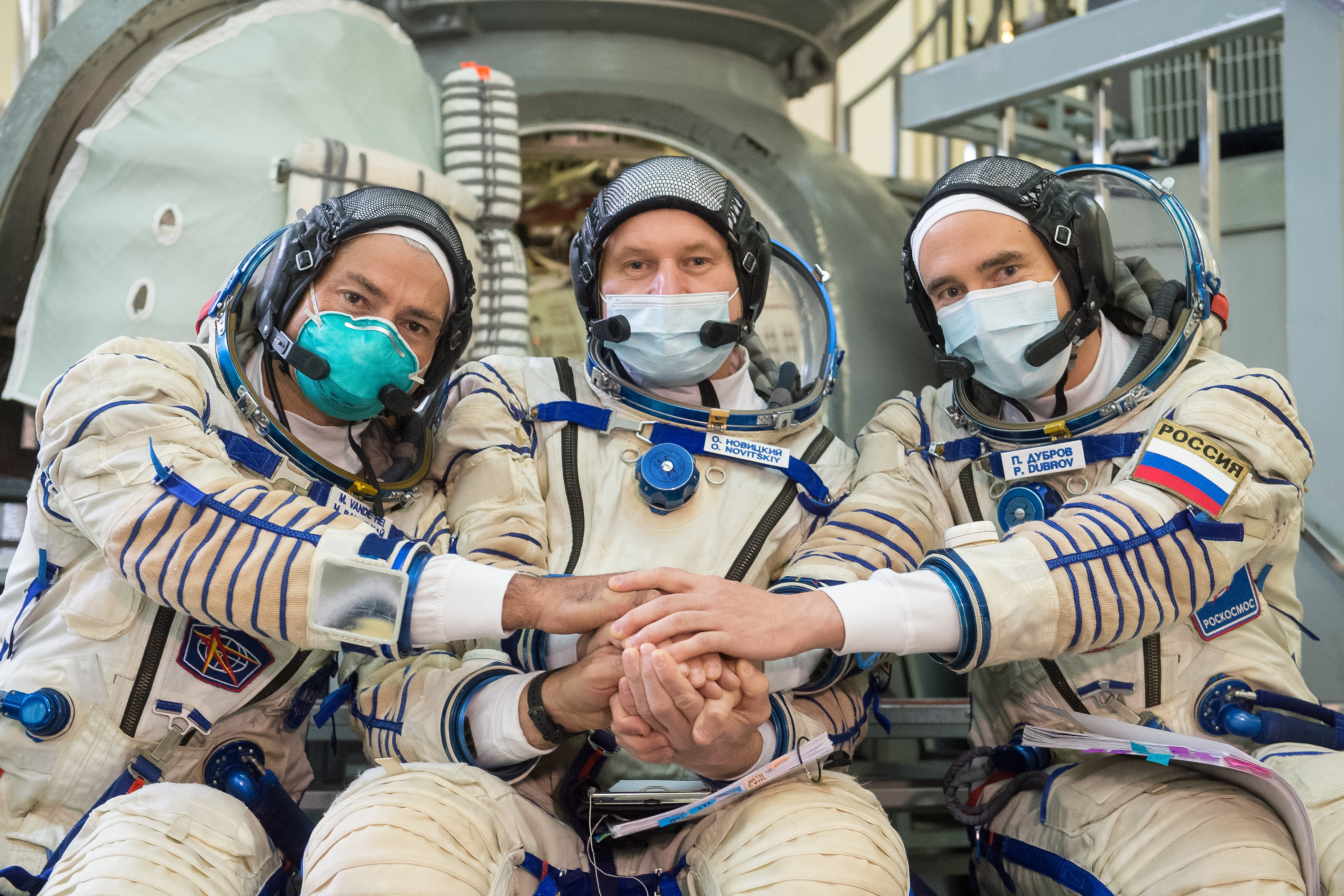
Los miembros de la tripulación de respaldo de la Expedición 64, el astronauta de la NASA Mark Vande Hei, a la izquierda, el cosmonauta ruso Oleg Novitskiy de Roscosmos, en el centro, y el cosmonauta ruso Petr Dubrov de Roscosmos posan para una foto durante los exámenes de calificación el martes 22 de septiembre de 2020 en el Centro de Entrenamiento de Cosmonautas Gagarin

Novitskiy regresó al espacio por tercera vez el 9 de abril de 2021, a bordo de la Soyuz MS-18, junto con el cosmonauta de Roscosmos 
Pyotr Dubrov y el astronauta estadounidense Mark T. Vande Hei. Regreso a la tierra el 17 de octubre del 2021, después de 191 días en el espacio, con el director de cine Klim Shipenko y la actriz Yulia Peresild, que viajaron a la ISS, a bordo de la Soyuz MS-19, el día 5 de octubre de 2021 para la grabación de escenas de la película Visov (en ruso: Вызов, lit. 'El Reto'), primera película con escenas reales grabadas en el espacio. Novitski colaboró en el rodaje e hizo un pequeño papel.